# Rudolph Ruzicka
Rudolph Ruzicka (29 juin 1883 - 20 juillet 1978) est un graveur sur bois, aquafortiste, illustrateur, créateur de caractères et concepteur de livres américain d'origine tchèque. Ruzicka a conçu des polices de caractères et des illustrations de gravure sur bois pour la Merrymount Press de Daniel Berkeley Updike, et a été designer et consultant pour la société Mergenthaler Linotype pendant cinquante ans. Il a conçu un certain nombre de sceaux et de médailles, dont l'American Institute of Graphic Arts (AIGA) et la Dartmouth Medal de l'American Library Association.

## Biographie
Rudolph Ruzicka est né à Kouřim en Bohême en 1883. Il émigre aux États-Unis à l'âge de dix ans. Il vit d'abord à Chicago où il suit des cours de dessin à la Hull House avant de devenir apprenti graveur sur bois. De 1900 à 1902, il suit d'autres cours à l'Art Institute of Chicago. En 1903, il s'installe à New York pour travailler comme graveur à l'American Bank Note Company et à Calkins &amp; Holden. Au cours des années suivantes, il a suivi des cours à la fois à la Art Students League de New York et à la New York School of Art.

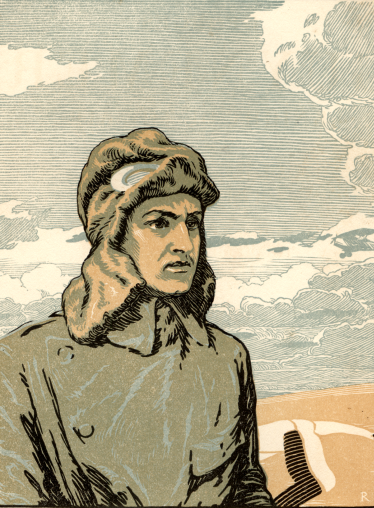
Georges Guynemer par Rudolph Ruzicka, 1918.

En 1910, Ruzicka ouvre sa propre boutique au 954 Lexington Avenue à New York. Il reçoit sa première commande artistique majeure du magazine System. De nombreuses expositions suivent, y compris dans des lieux tels que la Société de la Gravure à Paris, le Grolier Club et la Century Association à New York. En 1916, Ruzicka construit une maison et un atelier à Dobbs Ferry. 
En 1935, Ruzicka reçoit la médaille d'or de l'American Institute of Graphic Arts (AIGA) et, la même année, commence à travailler avec le personnel de développement typographique de Mergenthaler Linotype Company, pour laquelle il devait produire des familles de caractères pendant 50 ans.
En 1948, il a déménage au Massachusetts, et s'installe finalement dans le Vermont .

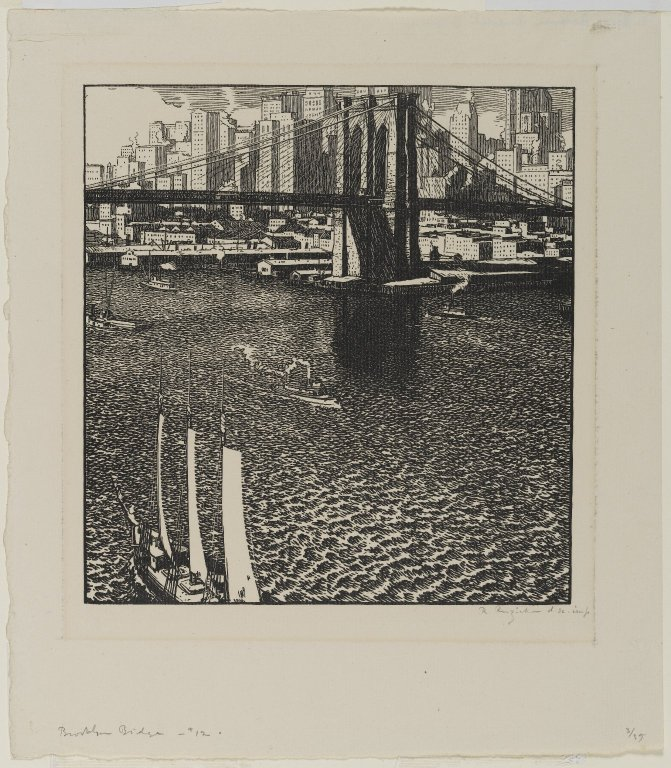
Pont de Brooklyn par Rudolph Ruzicka

Au fil des ans, D. B. Updike et Ruzicka ont collaboré à un certain nombre de créations de livres très respectées. Ruzicka a également fourni des conseils substantiels pour le livre Printing types d'Updike. Aujourd'hui, l'art de Ruzicka est rassemblé à l'Art Institute of Chicago, au Carnegie Institute, à la Library of Congress, au Brooklyn Institute of Arts and Sciences et au Metropolitan Museum of Art de New York.

## Polices de caractères

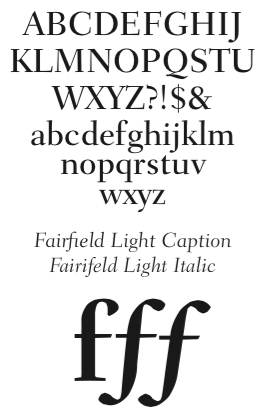
Fairfield, 1940.

- Lake Informal, conçu pour Linotype en 1935, bien que les matrices n'aient évidemment jamais été coupées, car il n'y a aucune trace de ce type ayant jamais été coulée dans du métal. Conception utilisée plus tard pour ce que l'on appelle le «type numérique» en 1993.
- Ruzicka Freehand, a proposé des dessins réalisés pour Linotype en 1939 et jamais réalisés en caractères réels. Une imitation numérique de cette conception a été réalisée en 1993 par Ann Chaisson et Mark Altman.
- Série Fairfield
  - Fairfield + Italic ( Mergenthaler Linotype Company, 1940). Peut-être vingt variantes numériques de ce visage ont été conçues par Alex Kaczun pour Linotype .
  - Fairfield Medium + Italic ( Mergenthaler Linotype Company, 1949). Une imitation numérique de cela a été publiée par Bitstream en tant que Transitional 751 .
- Primer + Italic ( Mergenthaler Linotype Company, 1953), conçu pour la lisibilité et pour concurrencer le Century Schoolbook d' ATF . Une imitation numérique de cela a été publiée par Bitstream sous le nom de Century 751 .